# ایروین سیلورمن
ایروین سیلورمن (انگلیسی: Irwin Silverman؛  – ) استاد روان‌شناسی در دانشگاه یورک (کانادا) بود. او با ماریون ایلس به بررسی تفاوت‌های جنسیتی در هوش از دیدگاه روان‌شناسی تکاملی پرداخته‌است.